# Tiphiidae
I Tifiìdi (Tiphiidae) sono una famiglia di imenotteri thynnoidei.

## Biologia
La maggior parte delle specie sono parassitoidi delle larve di coleotteri, principalmente scarabeidi.

## Tassonomia
La famiglia è composta da 2 sottofamiglie:
- Brachycistidinae
- Tiphiinae